# Jóhanna Sigurðardóttir
Jóhanna Sigurðardóttir (Reykjavík, 4 ottobre 1942) è una politica islandese.
È stata primo ministro dell'Islanda dal 1º febbraio 2009 al 23 maggio 2013, ed è succeduta a Geir Hilmar Haarde. È stata ministra degli affari sociali dal 24 maggio 2007 al 28 gennaio 2009 fino alla nomina a premier e lo era stata prima dal 1987 al 1994. È stata deputata all'Althing dal 1978 al 2013.
La sua nomina è considerata storica perché è diventata il primo capo del governo islandese di sesso femminile e la prima persona al mondo a capo del governo dichiaratamente lesbica.

## Biografia

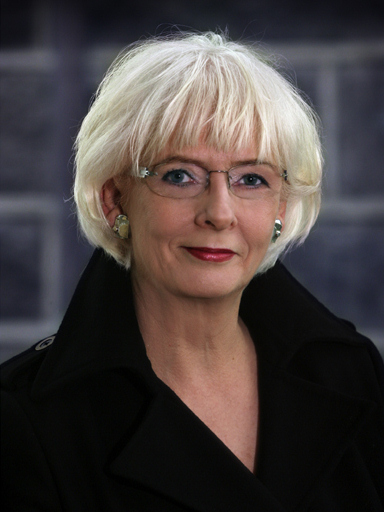
Johanna Sigurðardóttir negli anni 1990

Jóhanna nacque a Reykjavík e studiò al College Commerciale di Islanda, una scuola superiore gestita dalla camera di commercio. Dopo essersi diplomata nel 1960, lavorò come assistente di volo con la Loftleiðir (predecessore della Icelandair) e come operatore di ufficio. Fu attiva nel movimento per la rappresentanza sindacale sin dall'inizio della sua vita professionale, presiedendo l'Associazione del Personale di Bordo Islandese nel 1966 e nel 1969, e presiedendo la Riunione di Svölurnar, l'Associazione delle ex hostess nel 1975. È anche stata membro dell'Unione degli Operatori Commerciali dal 1976 al 1983.

### Carriera politica
Johanna godette del successo dell'inizio della propria carriera parlamentare, fungendo la vice presidente dell'Althing nel 1979 e dal 1983 al 1984. Fu eletta vice presidente del Partito Socialdemocratico nel 1984, e detenne tale carica fino al 1993; fu anche ministra degli affari sociali in quattro governi diversi, dal 1987 al 1994, quando lasciò i Socialdemocratici dopo aver perso le elezioni per divenirne il leader, per formare un nuovo partito, Þjóðvaki (tradotto come "Risveglio della Nazione" o "Movimento Nazionale"); i due partiti si riunirono nel 2000 per costituire l'attuale Alleanza Socialdemocratica. La sua dichiarazione del 1994 "Minn tími mun koma!" ("Verrà il mio momento!"), dopo la sconfitta alle elezioni per la leadership del Partito Socialdemocratico, è divenuta una frase scherzosa nella lingua islandese.
Dal 1994 al 2003, Jóhanna è stata membro attivo dell'opposizione all'Althing, facendo parte di diverse commissioni parlamentari. Dopo le elezioni parlamentari del 2003, in cui concorse per la circoscrizione di Reykjavík Sud (dopo la divisione della vecchia circoscrizione di Reykjavík), fu rieletta vice presidente all'Althing. Le elezioni parlamentari del 2007, per le quali concorse nella circoscrizione Reykjavík Nord, videro il ritorno dell'Alleanza Socialdemocratica al governo, in coalizione con il Partito dell'Indipendenza; Jóhanna Sigurðardóttir fu nominata Ministra degli Affari Sociali e della Sicurezza Sociale.

#### Primo Ministro
Il 26 gennaio 2009 il primo ministro Geir Hilmar Haarde rassegnò le dimissioni del proprio governo di coalizione al presidente dell'Islanda, Ólafur Ragnar Grímsson. Le dimissioni furono la conseguenza di sedici settimane di proteste sulla gestione della crisi finanziaria da parte del governo, proteste che si erano intensificate dal 20 gennaio.
Dopo le trattative con i leader dei cinque partiti rappresentati al Parlamento, il Presidente chiese all'Alleanza Socialdemocratica e alla Sinistra - Movimento Verde di formare un nuovo governo e di preparare nuove elezioni in primavera.
Jóhanna Sigurðardóttir fu proposta come Prima Ministra del nuovo governo, a causa della sua popolarità tra la popolazione e per le sue buone relazioni con la Sinistra-Movimento verde. Un sondaggio condotto da Capacent Gallup nel dicembre 2008 mostrò che il 73% degli islandesi approvava le sue azioni da ministro, la percentuale più alta di tutti i membri del governo. La Sigurðardóttir fu anche l'unica ministra ad aver incrementato la propria percentuale di gradimento nel 2008.
Il nuovo governo necessita del sostegno del Partito Progressista al Parlamento. I negoziati continuarono fino alla sera del 31 gennaio, e il nuovo governo fu nominato il 1º febbraio.
Governo di transizione, in vita sino al 26 febbraio 2009, con le elezioni politiche, vinte dalla Sigurðardóttir, che ha l'incarico di formarne uno nuovo.
Il primo impegno della neo-premier è la candidatura dell'Islanda ad entrare nell'Unione europea.

## Vita privata
Jóhanna Sigurðardóttir sposò Þorvaldur Steinar Jóhannesson nel 1970; la coppia ha due figli (nati nel 1972 e 1977). Dopo il divorzio di Jóhanna dal marito Þorvaldur, Jónína Leósdóttir (nata nel 1954), autrice e sceneggiatrice, divenne la sua partner. La coppia si unì con un'unione civile nel 2002.
Il 28 giugno 2010, a seguito dell'estensione del matrimonio alle coppie dello stesso sesso, hanno convertito l'unione civile in matrimonio.